# Sergio Domínguez Molina
Sergio Rubén Domínguez Molina (Santiago, 13 de septiembre de 1979), conocido popularmente como Panqueque, es un actor y exvocalista de la banda de heavy metal chileno Six Magics. Participó en el programa humorístico El club de la comedia, del canal CHV. Pertenece al Colectivo Teatral Mamut, del cual fue cofundador junto a su expareja, Mónica Moya "Moyita", quien, al igual que él, perteneció al programa Los improvisadores.

## Biografía
Nació en Santiago de Chile en 1979. Vivió su niñez y juventud en las comunas de La Reina y Ñuñoa, donde estudió en el The Angels School. A los ocho años vivió su primer contacto con el mundo del teatro al formar parte del taller de teatro de su colegio, sin embargo, perdió la continuidad al ser expulsado del taller producto de un malentendido. Tal castigo lo alejó de las tablas hasta que salió de cuarto medio. Mientras cursaba primero medio decidió tomar clases de canto en el Instituto Profesional Projazz. Estos estudios le fueron útiles para ser el vocalista del grupo de Heavy/Power Metal chileno Six Magics, entre 1999 y 2003. Con la banda alcanzó a sacar dos discos: Dead kings of the unholy valley y The secrets of an island.
En 2004 decide entrar a estudiar teatro en la escuela de teatro La Mancha, a pesar de no ser su primera opción de estudios. Ahí conoció a Mónica Moya y a Nicolás Belmar, con quienes compartiría los dos años que duraba la carrera y posteriormente en la compañía La Sombra. 
Al disolverse la compañía, aceptó la invitación que le hizo un amigo para formar parte de un grupo de teatro, al cual le faltaban integrantes. Debido a la escasez de tiempo, gran parte de la obra tuvo que ser desarrollada sobre la base de la improvisación. Producto del gran éxito, Panqueque y Moyita decidieron crear su propio grupos teatral, al cual invitarían a Nico y a Juanita, para formar el Colectivo Teatral Mamut. 
El gran interés que generó su compañía dio pie para que fueran invitados a festivales internacionales, donde aprendieron de compañías que ya llevaban más tiempo en rodaje. Al ser consultado sobre el punto de vista de la compañía con respecto a su arte, Panqueque comentó:

Vemos la improvisación como parte del comportamiento humano y, en ese contexto, el programa es también parte de una investigación que llevamos varios años realizando.

El mismo año decidió entrar a estudiar la carrera de Cine. No obstante, cuatro años más tarde, daría un gran salto profesional al estudiar en dos de las escuelas de improvisación más grandes del mundo: The Second City (de Toronto, Canadá) y luego en Keith Johnstone, quien es considerado el prócer de la improvisación contemporánea. 
Tuvo breves participaciones en los cortos de tono humorístico de la serie en línea Programa no tiene nombre.
En el 2010 su compañía fue llamada para fungir como protagonistas de una nueva apuesta del canal de TV cable Via X, llamado Los improvisadores. En él, los actores deben desarrollar situaciones que son propuestas por el público sobre la base de la improvisación. El gran impacto del programa conllevó a que se hiciera un show en vivo en el Teatro Caupolicán ante miles de espectadores.
El programa termina el 2011, pero luego de ello, ha seguido en televisión realizando papeles en Morandé con compañía y desde 2013 es el nuevo integrante de El Club de la Comedia.

## Vida personal
Es hijo de la exministra de Salud y actual Diputada de la República de Chile desde 2022, Helia Molina.

## Discografía
Con Six Magics
- Dead kings of the unholy valley (2002)
- The secrets of an island (2003)

## Programas de televisión
- Programa no tiene nombre (2008)
- Los improvisadores (2010), Vía X-Principal.
- Morandé con Compañía (2012), Mega.
- El Club de la Comedia (2013), Chilevisión.

## Cine
- Fuerzas Especiales (2014) como policía de la FDI.

## Obras de improvisación
- Efecto impro
- Improviscopio
- Teatro Gorilas
- ImproFestín
- Match
- Catch
- kondenados a improvisar
- super escena